# Gwen Jorgensen
Gwen Jorgensen (* 25. April 1986 in Waukesha als Gwen Rosemary Jorgensen) ist eine amerikanische Triathletin, die auch als Langstreckenläuferin aktiv ist. Sie ist zweifache Triathlon-Weltmeisterin auf der olympischen Kurzdistanz (2014, 2015), zweifache Olympiastarterin (2012, 2016) sowie Olympiasiegerin (2016).

## Werdegang
Gwen Jorgensen stieg 2010 in den Triathlon-Sport ein und sicherte sich gleich im ersten Jahr sieben Top-Ten-Plätze im Weltcup. Bei der Universitätsweltmeisterschaft im Mai in Valencia gewann sie Silber und wurde in Amerika zum „USA Triathlon Rookie“ des Jahres gewählt.

### Olympische Sommerspiele 2012
Beim Weltmeisterschaftsserien-Triathlon in London wurde Jorgensen im August 2011 Zweite und sicherte sich damit einen Fixstarter-Platz für die Olympischen Spiele 2012 in London, wo sie dann im August mit einer Reifenpanne nur den 38. Rang belegte.
Sie wurde trainiert von Jamie Turner und betreut von ihrem Mann Patrick Lemieux, einem früheren Profiradfahrer. Für ihre Leistungen wurde Jorgensen in den Vereinigten Staaten zur „Triathletin des Jahres 2013“ gewählt.

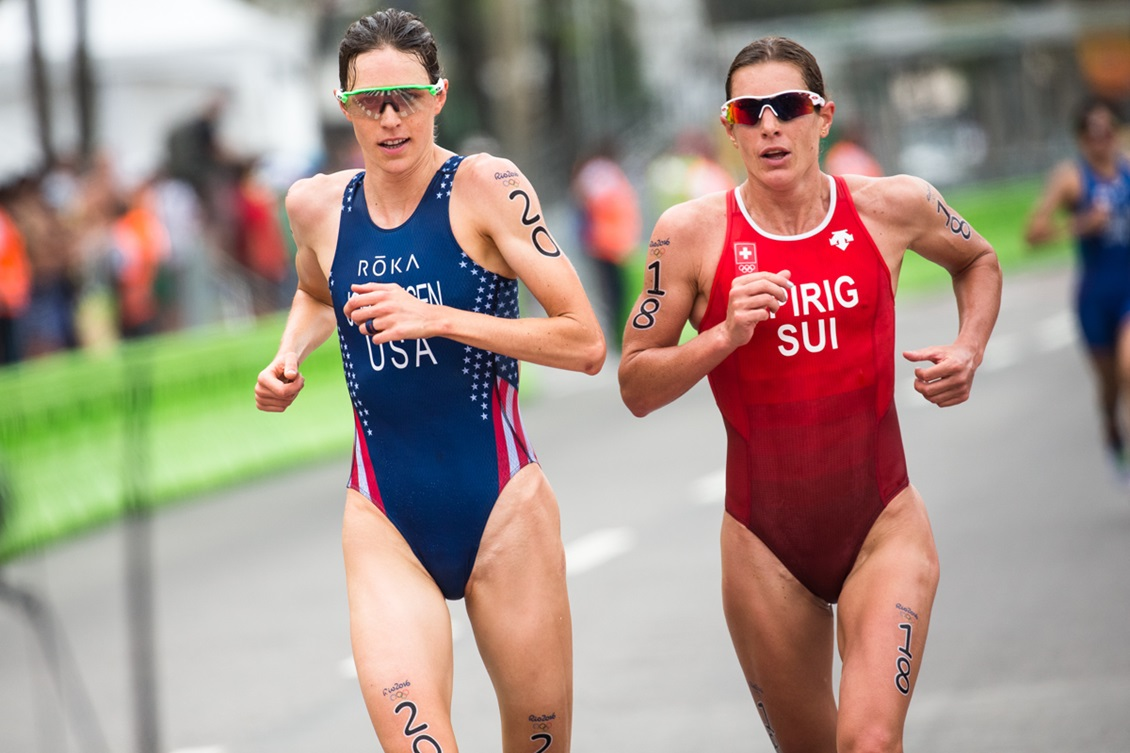
Gwen Jorgensen neben der Schweizerin Nicola Spirig (Siegerin 2012) auf der Laufstrecke bei den Olympischen Sommerspielen 2016

### ITU-Weltmeisterin Triathlon Kurzdistanz 2014 und 2015
Im Rahmen der ITU-Weltmeisterschaftsrennserie 2014 konnte Gwen Jorgensen vier Rennen in Folge gewinnen, was vor ihr noch keiner Athletin gelang und im August konnte sie sich in Kanada mit ihrem fünften Sieg beim Abschluss-Rennen der Rennserie („Grand Final“) den Weltmeisterschaftstitel auf der Triathlon-Kurzdistanz sichern (1,5 km Schwimmen, 40 km Radfahren und 10 km Laufen).
Im März 2015 gewann sie sowohl das Auftaktrennen der Weltmeisterschaftsrennserie in Abu Dhabi als auch das zweite Rennen der laufenden Jahreswertung in Neuseeland. Im Rahmen der Triathlon-Weltmeisterschafts-Rennserie 2015 lag sie mit fünf Siegen nach den ersten sechs von zehn Rennen an erster Stelle. Beim vierten Rennen, das am 25. April genau an ihrem 29. Geburtstag in Südafrika stattfand, ging sie nicht an den Start. In Hamburg erreichte sie im Juli auf der Sprintdistanz beim siebten Rennen ihren elften Sieg in Folge. Im September konnte sie sich mit ihrem Sieg beim Abschlussrennen in Chicago erneut den Weltmeisterschaftstitel holen.

### Siegerin Olympische Sommerspiele 2016
Gwen Jorgensen war qualifiziert für einen Startplatz bei den Olympischen Sommerspielen 2016 und wurde am 20. August in Rio de Janeiro für die USA Erste. Im September wurde sie in Mexiko mit dem zweiten Platz im letzten Rennen der WM-Rennserie („Grand Final“) Vizeweltmeisterin Triathlon.

Bei ihrem ersten Marathon-Start beim New-York-City-Marathon belegte sie im November den 14. Rang.
Im Januar 2017 gab die damals 30-Jährige über soziale Medien ihre Schwangerschaft bekannt und in der Saison 2017 pausierte sie. Seit August ist sie Mutter eines Sohnes.
Im November kündigte sie an, im kommenden Jahr nicht mehr im Triathlon an den Start zu gehen und sich auf den Langstreckenlauf (10.000 m und Marathon) zu konzentrieren. Im Mai 2022 gab sie bekannt, dass sie ihr zweites Kind erwartet.
Seit 2023 startet sie wieder im Triathlon.

### Privates
Gwen Jorgensen schloss an der University of Wisconsin–Madison ein Master-Studium und die CPA-Prüfung ab. Sie arbeitet als Wirtschaftsprüferin bei Ernst & Young in Milwaukee, wo sie auch lebt.

## Auszeichnungen
- USA Triathlon Rookie, 2010
- USA Triathletin des Jahres, 2013
- Wisconsin Badgers Hall of Fame 2019

## Sportliche Erfolge
| Datum/Jahr    | Rang | Wettbewerb                                    | Austragungsort  | Zeit     | Bemerkung |
| ------------- | ---- | --------------------------------------------- | --------------- | -------- | --- |
| 14. Juli 2024 | 33   | ITU World Championship Series 2024            | Hamburg         | 00:57:51 | |
| 15. Apr. 2023 | 2    | Americas Triathlon Cup                        | St. Peters      | 01:00:58 | hinter Katie Zaferes                                                                                                 |
| 30. März 2024 | 3    | ITU World Triathlon Indoor Cup                | Lievin          | 00:10:19 | 150 m Schwimmen, 3 km Radfahren und 1000 m Laufen                                                                    |
| 26. März 2023 | 14   | ITU Triathlon World Cup                       | New Plymouth    | 01:04:18 | |
| 20. Okt. 2016 | 1    | Island House Invitational Triathlon           | Nassau          | 03:55:01 | erfolgreiche Titelverteidigung bei diesem dreitägigen Wettkampf                                                      |
| 18. Sep. 2016 | 2    | ITU World Championship Series 2016            | Cozumel         | 01:59:16 | Vizeweltmeisterin |
| 20. Aug. 2016 | 1    | Olympische Sommerspiele 2016                  | Rio de Janeiro  | 01:56:16 | |
| 16. Juli 2016 | 3    | ITU World Championship Series 2016            | Hamburg         | 00:57:29 | |
| 12. Juni 2016 | 1    | ITU World Championship Series 2016            | Leeds           | 02:00:33 | |
| 14. Mai 2016  | 1    | ITU World Championship Series 2016            | Yokohama        | 01:56:02 | |
| 9. Apr. 2016  | 2    | ITU World Championship Series 2016            | Gold Coast      | 01:56:44 | |
| 3. Apr. 2016  | 1    | ITU Triathlon World Cup                       | New Plymouth    | 00:58:51 | |
| Okt. 2015     | 1    | Island House Invitational Triathlon           | Nassau          |          | dreitägiger Wettkampf                                                                                                |
| 18. Sep. 2015 | 1    | ITU World Championship Series 2015            | Chicago         | 01:55:36 | Grand Final – Triathlon-Weltmeisterin auf der olympischen Distanz; nationale Meisterin                               |
| 2. Aug. 2015  | 1    | ITU World Olympic Qualification Event         | Rio de Janeiro  | 01:58:46 | |
| 18. Juli 2015 | 1    | ITU World Championship Series 2015            | Hamburg         | 00:57:08 | elfter Sieg in Serie                                                                                                 |
| 31. Mai 2015  | 1    | ITU World Championship Series 2015            | London          | 00:55:45 | |
| 16. Mai 2015  | 1    | ITU World Championship Series 2015            | Yokohama        | 01:57:20 | |
| 11. Apr. 2015 | 1    | ITU World Championship Series 2015            | Gold Coast      | 01:56:59 | |
| 29. März 2015 | 1    | ITU World Championship Series 2015            | Auckland        | 02:09:04 | |
| 7. März 2015  | 1    | ITU World Championship Series 2015            | Abu Dhabi       | 00:58:59 | Siegerin im ersten Rennen der Saison auf der Sprintdistanz                                                           |
| 30. Aug. 2014 | 1    | ITU World Championship Series 2014            | Edmonton        | 02:00:05 | Grand Final – Triathlon-Weltmeisterin auf der olympischen Distanz                                                    |
| 12. Juli 2014 | 1    | ITU World Championship Series 2014            | Hamburg         | 00:56:54 | Siegerin auf der Sprintdistanz                                                                                       |
| 29. Juni 2014 | 1    | ITU World Championship Series 2014            | Chicago         | 01:55:33 | Nationale Meisterin                                                                                                  |
| 31. Mai 2014  | 1    | ITU World Championship Series 2014            | London          | 00:54:44 | Siegerin auf der Sprintdistanz                                                                                       |
| 17. Mai 2014  | 1    | ITU World Championship Series 2014            | Yokohama        | 01:58:38 | |
| 26. Apr. 2014 | 3    | ITU World Championship Series 2014            | Kapstadt        | 01:46:33 | persönliche Bestzeit auf der olympischen Distanz (1,5 km Schwimmen, 40 km Radfahren und 10 km Laufen)                |
| 24. Aug. 2013 | 1    | ITU World Championship Series 2013            | Stockholm       | 01:55:31 | |
| 11. Mai 2013  | 1    | ITU World Championship Series 2013            | Yokohama        | 01:57:05 | |
| 21. Apr. 2013 | 1    | ITU World Championship Series 2013            | San Diego       | 01:59:59 | |
| 20. März 2013 | 1    | USA Triathlon Elite National Championships    | San Diego       |          | Nationale Meisterin                                                                                                  |
| 23. Feb. 2013 | 2    | OTU Sprint Triathlon Oceania Cup              | Devonport       | 01:03:34 | Zweite auf der Sprintdistanz hinter der Britin Jodie Stimpson                                                        |
| 20. Okt. 2012 | 2    | ITU World Championship Series 2012            | Auckland        | 02:11:00 | beim „Grand Final“ der Triathlon-Weltmeisterschaft auf der olympischen Distanz Zweite hinter der Deutschen Anne Haug |
| 4. Aug. 2012  | 38   | Olympische Sommerspiele 2012                  | London          | 02:06:34 | nach einer Reifenpanne                                                                                               |
| 17. Juni 2012 | 1    | ITU Triathlon World Cup                       | Banyoles        | 01:59:39 | |
| 14. Aug. 2011 | 1    | ITU Triathlon World Cup                       | Tiszaújváros    | 01:59:54 | [ 12 ] |
| 6. Aug. 2011  | 2    | ITU World Championship Series 2011            | London          | 02:00:41 | |
| 17. Juli 2011 | 27   | ITU World Championship Series 2011            | Hamburg         | 01:56:32 | |
| 5. Juni 2011  | DNF  | ITU World Championship Series 2011            | Madrid          | –        | |
| 5. März 2011  | 3    | ITU Sprint Triathlon Pan American Cup         | Clermont        | 00:55:57 | |
| 2011          | 2    | USA Triathlon Elite National Championships    | Buffalo         |          | nationale Vizemeisterin Triathlon, hinter Laura Bennett                                                              |
| 17. Okt. 2010 | 2    | Triathlon Pan American Championships          | Puerto Vallarta | 02:05:24 | |
| 10. Okt. 2010 | 5    | ITU Triathlon World Cup                       | Huatulco        | 02:01:25 | |
| 25. Sep. 2010 | 8    | ITU Triathlon Premium Pan American Cup        | Tuscaloosa      | 02:12:53 | |
| 20. Aug. 2010 | 5    | ITU Triathlon Premium Pan American Cup        | Kelowna         | 02:09:19 | |
| 10. Juli 2010 | 3    | ITU Triathlon Pan American Cup                | San Francisco   | 02:13:39 | |
| 26. Juni 2010 | 5    | ITU Triathlon Pan American Cup                | Coteau-du-Lac   | 02:08:49 | hinter der Siegerin Paula Findlay                                                                                    |
| 30. Mai 2010  | 2    | FISU World University Triathlon Championships | Valencia        | 01:58:44 | ausgetragen von der Fédération Internationale du Sport Universitaire (FISU)                                          |

| Datum/Jahr   | Rang | Wettbewerb                                      | Austragungsort | Zeit     | Bemerkung                  |
| ------------ | ---- | ----------------------------------------------- | -------------- | -------- | -------------------------- |
| 5. Sep. 2010 | 13   | ITU Short Distance Duathlon World Championships | Edinburgh      | 02:16:26 | Duathlon-Weltmeisterschaft |

| Datum/Jahr   | Rang | Wettbewerb             | Austragungsort | Zeit     | Bemerkung             |
| ------------ | ---- | ---------------------- | -------------- | -------- | --------------------- |
| 6. Nov. 2016 | 14   | New-York-City-Marathon | New York City  | 02:41:01 | erster Marathon-Start |

(DNF – Did Not Finish)